# سيرجيو غالاردو
سيرجيو غالاردو (بالإسبانية: Sergio Gallardo)‏ هو منافس ألعاب قوى إسباني، ولد في 22 مارس 1979 في بونفيرادا في إسبانيا.

## وصلات خارجية
- سيرجيو غالاردو على موقع الاتحاد الدولي لألعاب القوى (الإنجليزية)
- سيرجيو غالاردو على موقع الاتحاد الأوروبي لألعاب القوى (الإنجليزية)